# Гаррисон (округ, Миссури)
Округ Гаррисон (англ. Harrison County) — округ штата Миссури, США. Население округа на 2009 год составляло 8769 человек. Административный центр округа — город Бетани.

## История
Округ Гаррисон основан в 1843 году.

## География
Округ занимает площадь 1877.7 км2.

## Демография
Согласно оценке Бюро переписи населения США, в округе Гаррисон в 2009 году проживало 8769 человек. Плотность населения составляла 4.7 человек на квадратный километр.